# Petit Carouge
Agelaius humeralis
Espèce
Statut de conservation UICN

 LC  : Préoccupation mineure
Répartition géographique
Le Petit Carouge (Agelaius humeralis) est une espèce de passereau des Antilles de la famille des ictéridés.

## Systématique
D'après Alan P. Peterson, il existe deux sous-espèces :
- A. h. humeralis (Vigors, 1827) — Cuba et Haïti ;
- A. h. scopulus Garrido, 1970 — Cayo Cantiles.

## Distribution
Le Petit Carouge se retrouve sur presque toute l'île de Cuba et dans le nord d'Haïti.

## Habitat
Le Petit Carouge fréquente les forêts clairsemées, les lisières forestières, ainsi que les zones urbaines et agricoles dans la mesure où on retrouve des arbres épars.  En dehors de la période de nidification, il fréquente volontiers les champs et les rizières.

## Nidification
Le Petit Carouge niche généralement dans un arbre ou un buisson très feuillu ou un palmier.  Le nid en forme de coupe est fait d’herbes sèches et de mousse espagnole.  Les œufs sont habituellement au nombre de 4.